# Ambasciatore d'Italia in Giappone

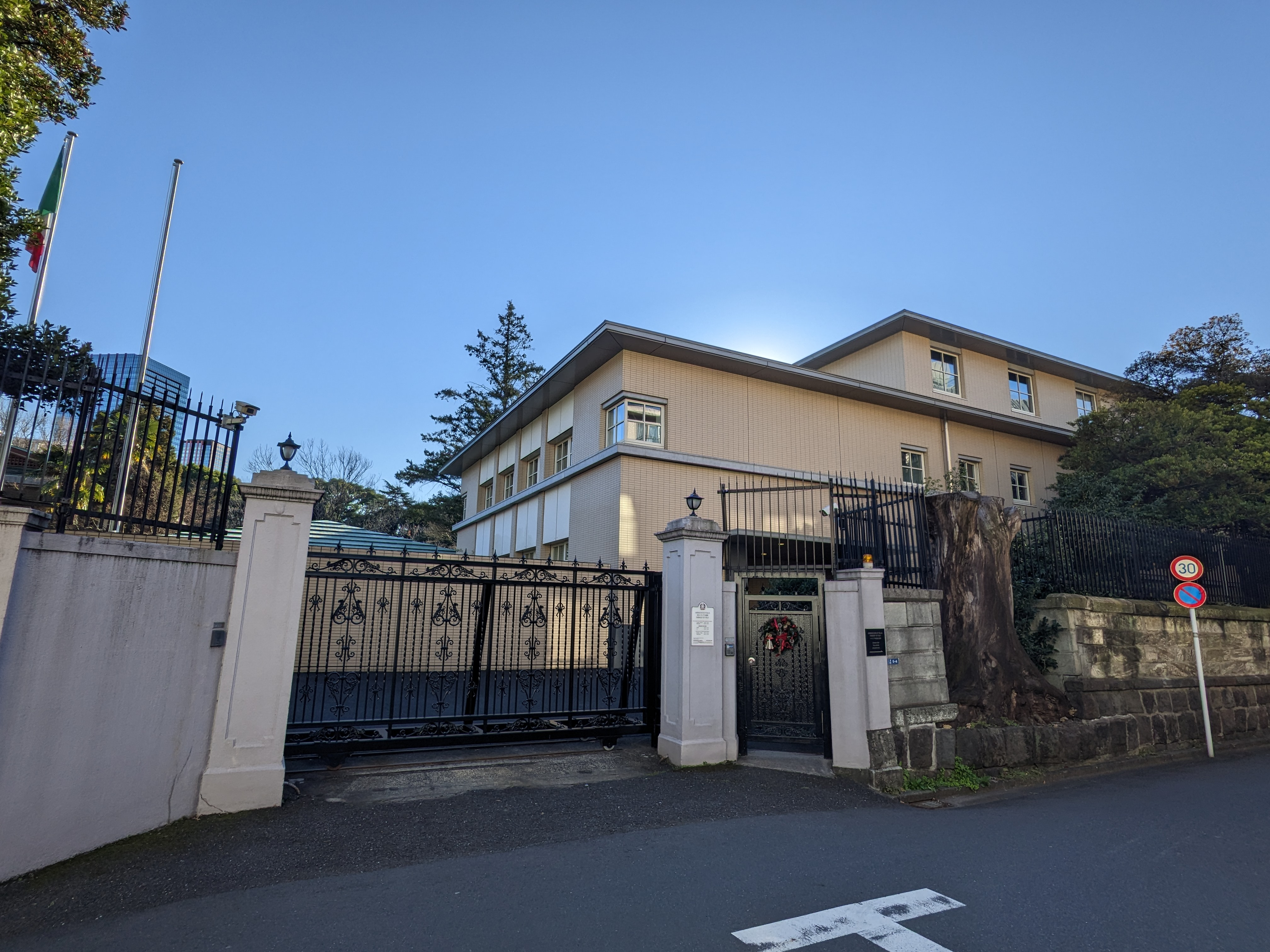
La sede dell'Ambasciata d'Italia a Tokyo nel quartiere di Minato, Tokyo

L'ambasciatore d'Italia in Giappone (in in giapponese イタリア大使?, Italia taishi) è il capo della missione diplomatica della Repubblica Italiana presso il Giappone. La sede della missione si trova a Tokyo, nel quartiere di Minato.
Le relazioni diplomatiche tra il Regno d'Italia e il Giappone furono avviate con la firma del Trattato di amicizia e commercio tra Italia e Giappone nel 1866, cui seguì l'apertura della legazione italiana a Yokohama nel 1867.
Dal 12 giugno 2025 l'ambasciatore d'Italia in Giappone è Mario Vattani.

## Lista degli ambasciatori
| Anno                           | Titolo                                            | Capo missione                                      | Sede     | Nominato dal governo   | Accreditato da      | Note                                      |
| ------------------------------ | ------------------------------------------------- | -------------------------------------------------- | -------- | ---------------------- | ------------------- | ----------------------------------------- |
| 1867                           | Inviato straordinario e ministro plenipotenziario | Vittorio Amedeo Sallier della Torre                | Yokohama | Governo Rattazzi II    | Imperatore Meiji    | Primo rappresentante italiano in Giappone |
| ca. 1870                       | Ministro plenipotenziario                         | Alessandro Fè d'Ostiani                            | Tokyo    | –                      | Imperatore Meiji    | Periodo approssimativo                    |
| 1877-ca. 1881                  | Ministro plenipotenziario                         | Raffaele Ulisse Barbolani                          | Tokyo    | –                      | Imperatore Meiji    |                                           |
| 1915-1917                      | Ambasciatore                                      | Fausto Cucchi Boasso                               | Tokyo    | Governo Boselli        | Imperatore Taishō   |                                           |
| 1933-1940                      | Ambasciatore                                      | Giacinto Auriti                                    | Tokyo    | Governo Mussolini      | Imperatore Shōwa    |                                           |
| 1940-1950                      | –                                                 | –                                                  | –        | –                      | –                   | Dati non disponibili                      |
| 1950-1956                      | Ambasciatore                                      | Marcello Del Drago                                 | Tokyo    | Governo De Gasperi VII | Imperatore Shōwa    |                                           |
| 1956-1958                      | Ambasciatore                                      | Cristoforo Fracassi Ratti Mentone di Torre Rossano | Tokyo    | Governo Segni I        | Imperatore Shōwa    |                                           |
| 1958-1964                      | Ambasciatore                                      | Maurilio Coppini                                   | Tokyo    | Governo Fanfani I      | Imperatore Shōwa    |                                           |
| 1964-2017                      | –                                                 | –                                                  | –        | –                      | –                   | Dati non disponibili                      |
| 2017-1º ottobre 2021           | Ambasciatore                                      | Giorgio Starace                                    | Tokyo    | Governo Gentiloni      | Imperatore Naruhito |                                           |
| 1º ottobre 2021-12 giugno 2025 | Ambasciatore                                      | Gianluigi Benedetti                                | Tokyo    | Governo Draghi         | Imperatore Naruhito | [ 3 ]                                     |
| 12 giugno 2025                 | Ambasciatore                                      | Mario Vattani                                      | Tokyo    | Governo Meloni         | Imperatore Naruhito | In carica                                 |